# Niphadoses
Niphadoses là một chi bướm đêm thuộc họ Crambidae.

## Các loài
- Niphadoses chionotus (Meyrick, 1889)
- Niphadoses dengcaolites Wang & Sung, 1978
- Niphadoses elachia Common, 1960
- Niphadoses hoplites Common, 1960
- Niphadoses palleucus Common, 1960